# Старый Чиндант
Старый Чиндант — село в Ононском районе Забайкальского края России в составе Чиндантского сельского поселения.
Расположено в северной части района на расстоянии примерно 28 километров на восток-северо-восток по прямой от районного центра — села Нижний Цасучей. Основано казаками предположительно в 1761 году и называлось оно «крепостью».

## Население
| 2010 | 2021 |
| ---- | ---- |
| 107  | ↘98  |

В 2002 году постоянное население составляло 152 человека (русские 69 %).

## Климат
Климат резко континентальный с длительной (чуть меньше 180 дней) холодной зимой, заметно меньшим по продолжительности (в среднем 110—112 дней) и сравнительно тёплым летом, короткими (до 35—40 дней) переходными сезонами года, не достаточным количеством осадков, особенно в зимнее, весеннее и раннелетнее время. Средняя температура воздуха по району составляет −1,4…−1,8 °C. Средняя январская температура воздуха составляет −24…−26 °C при абсолютном минимуме −52 °C. Средняя июльская температура воздуха варьирует от +18 до +20 °C при абсолютном максимуме +40 °C.